# Busstation De Punt
Busstation De Punt is een klein busstation bij het dorp De Punt. Het busstation ligt nabij het Groningen Airport Eelde, net ten westen van de A28 en het Noord-Willemskanaal bij scheepswerf Beuving.
Al deze lijnen worden sinds 13 december 2009 door Qbuzz gereden. Voorheen heeft Arriva deze buslijnen gereden, als opvolger van GDS, GADO, ESA en DVM (DABO-EDS). Van 1921 tot 1939 reed de elektrische tramlijn 5 van de Gemeentetram Groningen van de Groninger Grote Markt naar De Punt.

## Lijnen
Alle buslijnen wordt gereden door Qbuzz.
| Lijn      | Route |
| Stadsbus  | Stadsbus |
| --------- | --- |
| 9         | De Punt - Eelde - Paterswolde - Eelderwolde - Groningen-Hoofdstation - Groningen Centrum - Groningen Zernike |
| Streekbus | |
| 50        | Groningen - Haren - De Punt - Vries - Assen                                                                  |
| Nachtbus  | |
| 410       | Groningen - De Punt - Vries - Ubbena - Assen                                                                 |